# Mara Santangelo
Mara Santangelo (født 28. juni 1981 i Latina, Italien) er en tidligere kvindelig professionel tennisspiller fra Italien. 
Mara Santangelo højeste rangering på WTA single rangliste var som nummer 27, hvilket hun opnåede 9. juli 2007. I double er den bedste placering nummer 5, hvilket blev opnået 10. september 2007. 